# Ablabera lutaria
Ablabera lutaria is een keversoort uit de familie bladsprietkevers (Scarabaeidae). De wetenschappelijke naam van de soort werd voor het eerst geldig gepubliceerd in 1869 door Harold.